# Аді-Будда

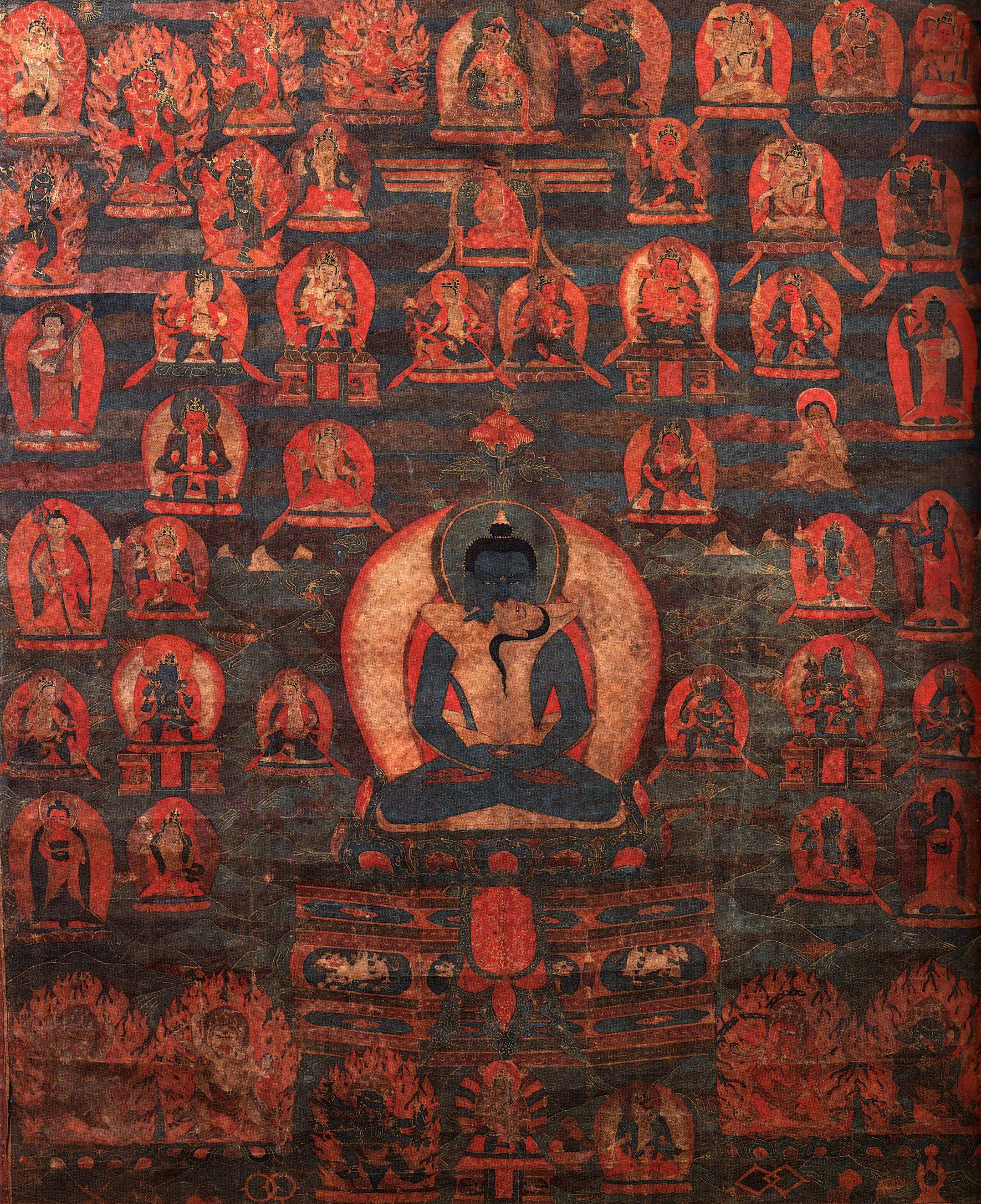
Аді-Будда Самантабхадра в яб-юм із Самантабхадрі

Аді-Будда (санскр. adi-buddhaIAST; «Початковий Будда») — в буддизмі махаяни і ваджраяни уособлення всіх будд і бодгісаттв, їх позачасова єдність.
В Тибетському буддизмі Аді-Будда представлений Ваджрадгарою.

## Опис
Вперше Аді-Будда згадується в тантричних текстах VII століття, а розвиток це поняття отримало у вченні Калачакри в X - XI століттях. Аді-Будда втілює собою дгармакаю, з якої походять усі будди споглядання
(самбгогакая), земні будди (нірманакая) і весь всесвіт. Уявлення про Аді-Будду, як про вираження єдиної справжньої реальності, як про четверте Тіло Будди (свабгавіка-кайя, «Самосутнісне Тіло») є продовженням вчення про
трикайю.

## Образ Аді-Будди
У Китаї, Кореї та Японії образ Аді-Будди розвивався у вигляді вселенського будди Вайрочани в школі сінґон.
Інші образи Аді-Будди: Ваджрадгара, Самантабхадра (в традиції ньїнґма).

### У Вайшнавізмі
У середньовічній орісській школі Вайшнавізму, Джаганнатх вважався першим аватаром Будди Вішну, або Аді-Будди; з Гаутамою Буддою та Чайтан'єю Махапрабху, які є подальшими втіленнями Будди-Джаґаннатха.
Гуру Гаудія-вайшнавізму стверджують, що такі епітети Будди, як Сугата Будда та Аді Будда, стосуються 9-го аватара серед Дашаватар Вішну, який був іншою особою, ніж Гаутама Будда, на основі Амаракоші та інших буддійських текстів.